# El Gouna

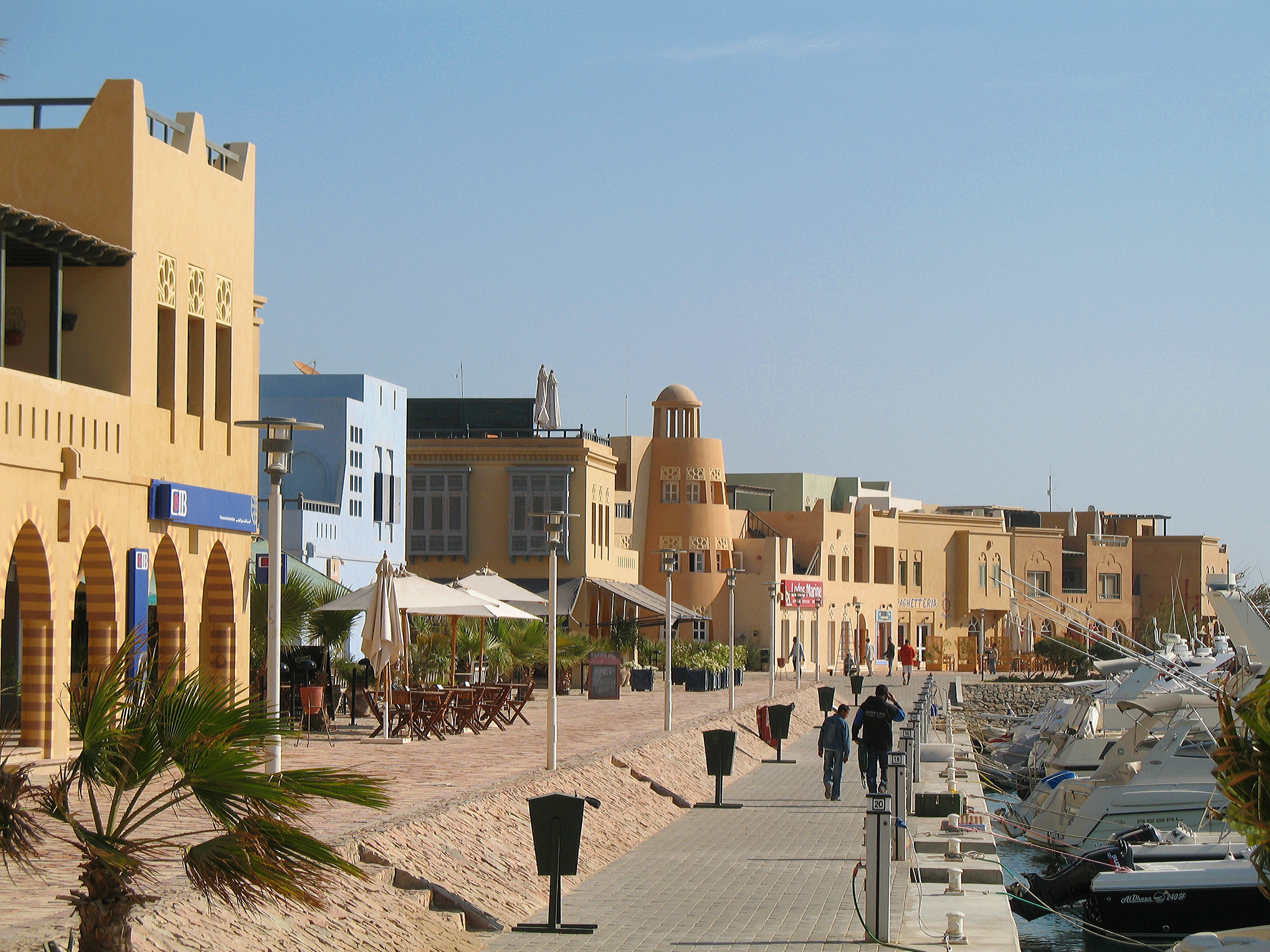
Veduta.

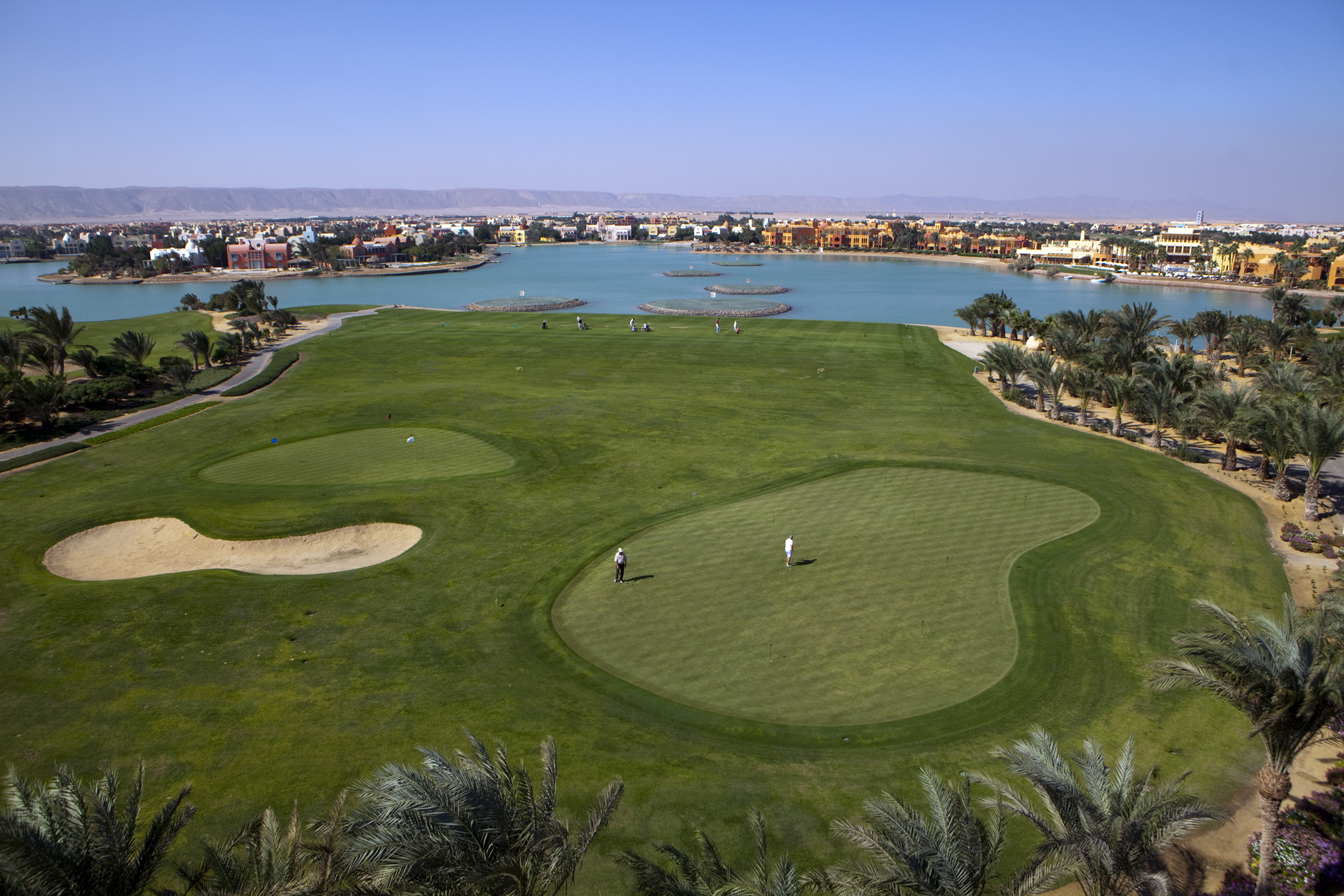
Il maggiore campo da golf di El Gouna.

El Gouna (in arabo الجونة‎?, Al Jūna, "la laguna") è una località turistica egiziana situata nel governatorato del Mar Rosso, 20 km a nord della città di Hurghada, sull'omonimo mare.
Fa parte della Riviera del Mar Rosso ed è sede del Festival cinematografico di El Gouna e della squadra di calcio dell'El-Gouna. Dotata di 10 km di costa, consiste di 20 isole circondate da lagune. La città dista 25 km dall'aeroporto internazionale di Hurghada, ma è dotata anche di un proprio aeroporto privato. È nota altresì come una delle città più verdi ed ecologiche d'Egitto.
Di proprietà di Samih Sawiris, fu sviluppata da Orascom Hotels and Development, dal 1989 ed è divenuta nei decenni seguenti una meta turistica sempre più frequentata. I palazzi della città sono stati progettati da molti architetti europei e statunitensi di fama, al fine di replicare l'architettura rurale tradizionale d'Egitto. È un centro per la pratica degli sport acquatici come il windsurfing, il kitesurfing e la pesca d'altura, ma anche per lo sci d'acqua e lo snorkeling.
I tre principali insediamenti di El Gouna sono Downtown, Tamr Henna Square (in arabo ميدان تمر حنة‎?) e Abu Tig Marina (in arabo مارينا أبو تيج‎?). La città ospita 18 alberghi, alcuni dei quali progettati dall'architetto statunitense Michael Graves, per un totale di 2 895 camere, da tre a cinque stelle. Vi è anche un hotel a sei stelle di nome La Maison Bleue.
El Gouna ospita anche due campi da golf, uno progettato da Gene Bates e Fred Couples e l'altro, progettato da Karl Litten, inaugurato nel 2012, e un museo.